# Харити

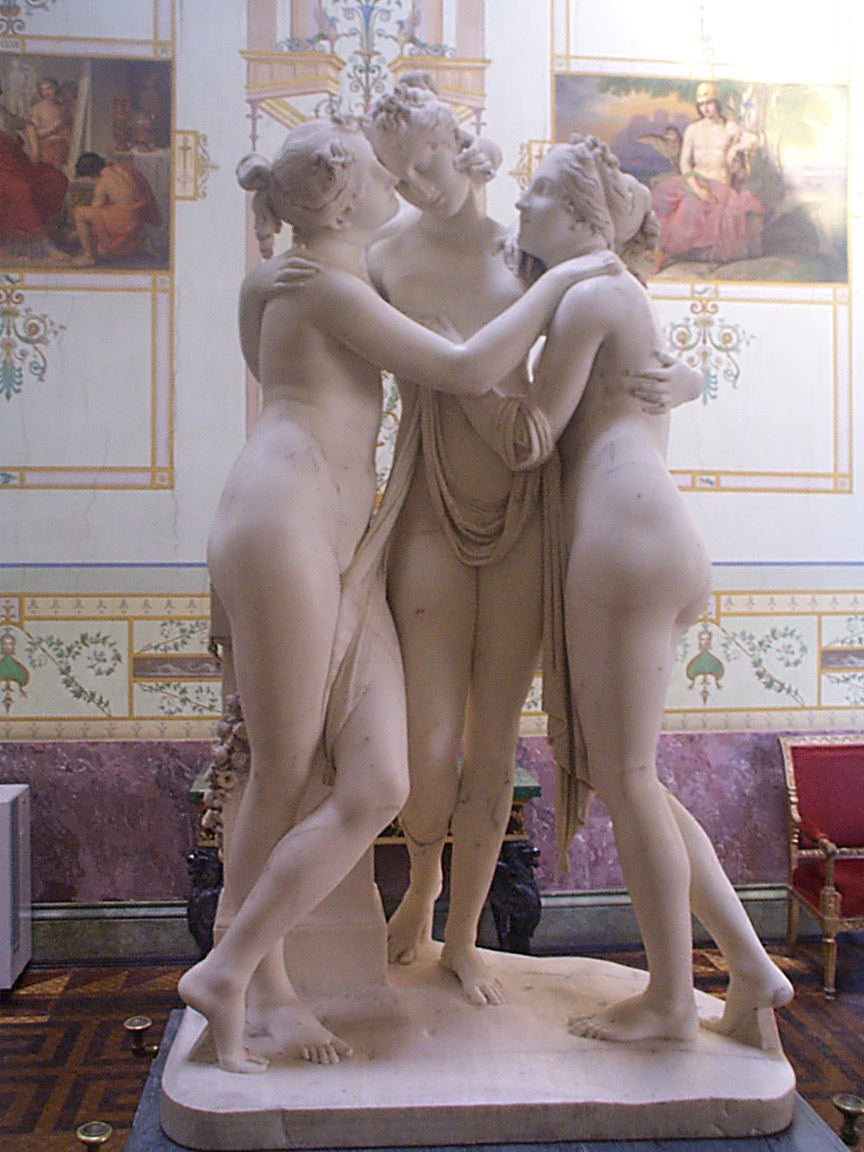
Харити, Антоніо Канова, Ермітаж

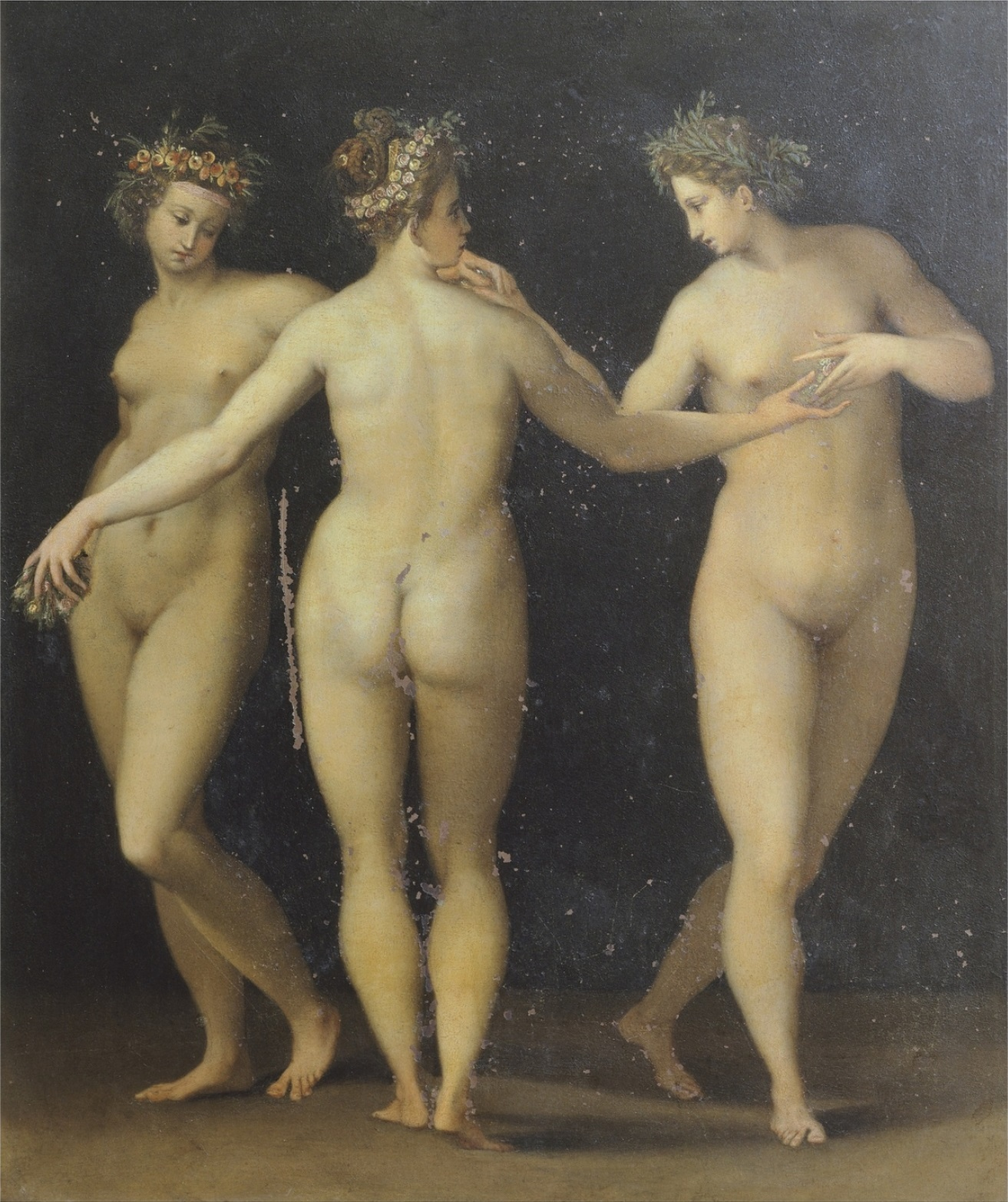

У грецькій міфології хари́ти (грец. Χάριτες) або грації — богині чарівності, краси, природи, людської творчості, доброзичливості та родючості. За Гесіодом, харит було три: Ефросіна (Добродумна), Талія (Квітуча) і Аглая (Блискуча). Гесіод стверджує, що Аглая була наймолодшою з цієї трійки, а також була дружиною Гефеста. У римській міфології вони були відомі як грації. У деяких джерелах Харита була однією з харит, яку прирівнювали саме до Аглаї, а не до форми однини від "харити", оскільки її також називали дружиною Гефеста.
Харити зазвичай вважалися дочками Зевса та океаніди Евріноми. Рідше згадується, що вони були дочками Діоніса і Короніса або Геліоса та наяди Егли або Гери від невідомого батька. Інші можливі імена їхньої матері за Зевсом: Еврідома або Еврімедуза. Гомер ідентифікував їх як супровідниць Афродіти. Харити також були пов'язані з грецьким підземним світом і Елевсінськими містеріями.

У живописі та скульптурі три харити або грації часто зображуються оголеними або майже оголеними, однак під час архаїчного та класичного періодів Греції вони зазвичай зображувалися повністю одягненими. 

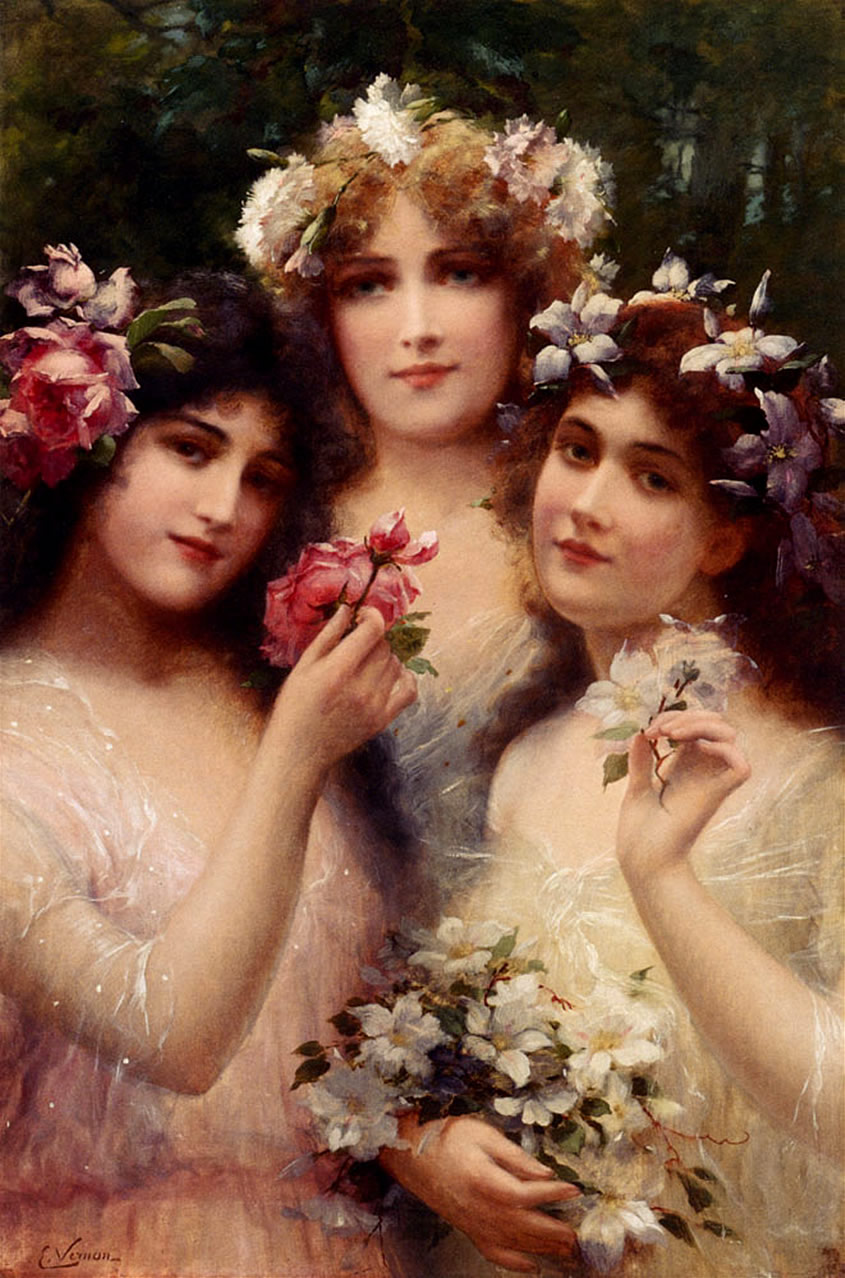

## Міфологія

### Харити
Ім'я та кількість богинь, пов'язаних з харитами, були різними, хоча зазвичай їх було три. Альтернативними іменами Аглаї, Єфросинії та Талії, наведеними в літературі, були: Дамія, Авксесія (богині родючості), Клета («Відома»), Фена («Яскрава»), Гегемона («Лідер»), Пейто («Умовляння»), Парегорос («Втіха»), Пасітея («Розслаблення»). Крім того, на старовинній вазі засвідчені такі імена, як: Антея («Цвітіння»), Евдемонія («Щастя»), Евтимія («Добрий настрій»), Евфросіна («Удача»), Паїдія («Гра»), Пандаїсія («Бенкет»), всі називають харит покровительками розваг і гулянь. 
Павсаній перериває свій «Опис Еллади» (книга 9.35.1–7), щоб розповісти про різні концепції харит, які розвивалися в різних частинах материкової Греції та Іонії: 
«Беотійці кажуть, що Етеокл був першою людиною, яка принесла жертву граціям. Більше того, вони знають, що він характеризував число "три" як число грацій. Лакедемоняни, однак, кажуть, що грацій було дві, і що вони були засновані Лакедемоном, сином Тайгети, який дав їм імена Клета ("Звук" або "Відомий") і Фена ("Світла" або "Яскрава"). Це були відповідні імена для грацій, як і ті, які дали афіняни, що споконвіку поклонялися двом граціям, Ауксо ("Збільшення" або "Ріст") і Гегемона ("Лідер" або "Королева"), поки Гермесіанакт не додав Пейто ("Переконання") як третє ім'я. Саме від Етеокла Орхоменського ми навчилися звичаю молитися трьом граціям, а Ангеліон і Тектай, сини Діоніса, які створили образ Аполлона для делян, поклали йому в руку три грації. Знову в Афінах, перед входом до Акрополя, грацій було вже троє; біля них відзначали таємниці, які не слід розголошувати багатьом. Памф (Πάμφως або Πάμφος) був першим, хто нам відомий, хто співав про грацій, але його поезія не містила інформації ні про їх кількість, ні про їхні імена. Гомер (він теж згадує грацій) робить одну дружиною Гефеста, даючи їй ім'я Харіс ("Благодать")."
Він також каже, що Гіпнос був коханцем Пасітеї («Галюцинація»)
«Звідси дехто підозрював, що Гомер також знав про старіші грації. Гесіод у Теогонії (хоча авторство сумнівне, ця поема є хорошим доказом) каже, що три грації є дочками Зевса та Евріноми, даючи їм імена Аглая, Єфросинія і мила Талія. Поема Ономакріта узгоджується з цим описом. Антімах, не вказуючи ні кількість грацій, ні їхніх імен, каже, що вони дочки Егли і Геліоса. Поет елегій Гермесіанакт не погоджується зі своїми попередниками в тому, що він робить Пейто також однією з грацій». 
Нонн дав їм три імені: Пасіфея, Пейто і Аглая. Сострат дав імена Пасіфея, Кале («Красуня») та Єфросинія; Пасіфея для Аглаї та Кале для Талії, Єфросинія залишилася незмінною. У Спарті враховувалися лише імена Клета та Фена. 

### Роль в міфології
Головною міфологічною роллю харит було супроводження інших олімпійців, особливо під час бенкетів і танців. Вони супроводжували Афродіту, купали і намащували її в Пафосі до її спокушання Анхіса і після того, як вона покинула Олімп, коли розкрили її роман з Аресом. Крім того, кажуть, що вони плели або фарбували її пеплос. Разом з Пейто вони подарували Пандорі намиста, щоб зробити її привабливішою. Піндар стверджував, що харити влаштовували бенкети та танці для олімпійців. Вони також танцювали на святкуванні народження Аполлона з Афродітою, Гебою та Гармонією. Їх часто згадували як тих, що танцювали та співали з Аполлоном і музами. Піндар також називав їх охоронцями стародавніх мінійців і цариць орхоменів, які мали свої трони поряд з тронами Аполлона. 
Схоже, що харити мали зв'язок з Герою, де деякі стародавні автори згадували її як свою годувальницю. В «Іліаді», як частина свого плану спокусити Зевса, щоб відвернути його від Троянської війни, вона(Гера) пропонує організувати одруження Гіпноса з Пасітеєю, яку називають однією з молодших харит.
Аглая або Харіс грала роль дружини бога-коваля Гефеста. В «Іліаді» Аглая запрошує Фетіду в їхній спільний дім на Олімпі, щоб остання попросила Гефеста викувати обладунки для її сина Ахіллеса. Деякі вчені тлумачили, що цей шлюб відбувся після розлучення Гефеста з Афродітою через викриття її роману з Аресом. Примітно, однак деякі вчені, такі як Уолтер Буркерт, підтримують, що шлюб Гефеста та Афродіти є вигадкою Одіссеї, оскільки він не представлений в іншій літературі чи мистецтві архаїчної або класичної епохи, і, схоже, не має зв'язку із культом.

## Культ
Культ харит дуже давній, і їх ім'я, схоже, має пеласгійське, або догрецьке походження, а не принесене до Греції протоіндоєвропейцями. Цілі їхнього культу схожі на цілі німф, які в основному засновані на родючості та природі з особливим зв’язком із джерелами та річками. Одним з найперших центрів поклоніння харітів були Кікладські острови, включаючи Парос, з епіграфічними доказами культу харит, що датуються VI століттям до нашої ери. на острові Тера. Вчені тлумачили їх як хтонічні божества, пов’язані з родючістю, через відсутність вінків і флейт в обрядах. Етіологічне пояснення відсутності музики та гірлянд було з міфу про Міноса. Кажуть, що він приносив жертву харитам на острові Парос, а коли дізнався про смерть свого сина в Афінах, припинив музику і зірвав з горя свої гірлянди. Танець, однак, виявляється сильно пов’язаним з їхнім культом, схожим на культи Діоніса та Артеміди. 
Хоча харити найчастіше зображувалися в святилищах інших богів, у Греції було принаймні чотири храми, присвячені виключно їм. Храм, який вважався їхнім, мабуть, був найважливішим храмом в Орхомені в Беотії, де, вважалося, зародився їхній культ. Храми харит також були в Герміоні, Спарті та Еліді. Храм був присвячений харитам біля річки Тіаса в Аміклах, Лаконія, і, як повідомляється, був заснований стародавнім царем Спарти Лакедемоном.

В Орхомені богиням поклонялися на дуже древньому місці з трійкою каменів, подібно до інших бойотських культів Ерота та Геракла. Місцева річка Кіфісос і джерело Акідалія (або Аргафія) були священними для трьох богинь. Орхомен був містом, процвітаючим у сільському господарстві через болотисту рівнину Копаїк, де харити приносили частину продукції. Щодо заснування їхнього культу в Орхомені, Страбон писав: 
Етеокл, один із тих, хто правив як цар в Орхомені, який заснував храм харит, був першим, хто показав як багатство, так і владу; бо він шанував цих богинь або тому, що був успішним в отриманні почестей, або в тому, що надавав їх, або й тим і іншим. Бо неодмінно, коли він від природи став схильний до добрих вчинків, він почав віддавати честь цим богиням; і тому він уже володів цією силою. 
У культі харити були особливо пов’язані з Аполлоном і, схоже, пов’язані з його культом на Делосі, однак в інших культах Аполлона цього зв’язку немає. У класичну епоху і за її межами харити були пов’язані з Афродітою у зв’язку з громадськими питаннями.

## Мистецтво
Незважаючи на те, що харити часто зображувались оголеними, сплетеними в обіймах, це, здається, був пізніший варіант їхнього зображення, оскільки в ілюстраціях з архаїчної та класичної Греції вони чудово одягнені. А в 3 столітті до н.е. , навпаки, поети Каллімах і Еуфоріон описують тріо оголеним. 
Найдавніше зображення цих богинь було знайдено в храмі Аполлона в Термоні, датоване 7-6 століттями до нашої ери. Однак можливо, що харити зображені на мікенській золотій печатці; на ній зображені дві жіночі фігури, що танцюють у присутності чоловічої фігури, яку інтерпретують як Гермеса або Діоніса. Інше раніше зображення харит, з рельєфу в колонії Парос на Тасосі, датованого початком 5 століття до н.е., показує харит з Гермесом і Афродітою або Пейто, які позначали вхід до старого міста. На протилежній стороні рельєфу зображено Аполлона, якого вінчає Артеміда з німфами на задньому плані. Біля входу в Акрополь був відомий рельєф класичної епохи, що зображував харит та Гермеса, і було поширене повір’я, що скульптором цього рельєфу був Сократ, хоча це дуже малоймовірно.
Одним з найбільш ранніх відомих римських зображень грацій був настінний розпис у Боскорале, датований 40 р. до н.е., на якому також зображено Афродіту з Еросом і Діоніса з Аріадною. Група, можливо, також зображувалась на невеликій кількості монет, щоб символізувати союз між Марком Аврелієм і Фаустіною Молодшою, а на інших монетах вони були зображені в руках Юнони або Венери. Грації були поширеним зображенням на римських саркофагах, і вони були зображені на кількох дзеркалах. 

Географ 2 століття н.е. Павсаній писав про зображення грацій: 
Хто був першим, хто зобразив грацій оголеними, чи то в скульптурі, чи в живописі, я не міг дізнатися. У більш ранній період, звичайно, скульптори та художники представляли їх драпірованими. У Смірні, наприклад, у святилищі Немесів, над зображеннями були харити із золота, роботи Бупала; а в мюзик-холлі в цьому ж місті є портрет грації, написаний Апеллесом. У Пергамі також, у покоях Аттала, знаходяться інші зображення грацій, зроблені Бупалом; а біля того, що називається Піфієм, є портрет грацій, написаний Піфагором Парієм. Також Сократ, син Софроніска, зробив для афінян зображення грацій, які знаходяться перед входом в Акрополь. Крім того, відомо, що Сократ знищив свою власну творчість, просунувшись глибше в філософію свого життя та в пошуки свідомості через своє іконоборське ставлення до мистецтва тощо. Усі вони однаково драпіровані; але пізніші художники, я не знаю причини, змінили спосіб їх зображення. Звичайно, сьогодні скульптори та художники представляють харит оголеними. 
У епоху Відродження група римських статуй трьох грацій у бібліотеці Пікколоміні в Сієнському соборі надихнула більшість тем. Харити зображені разом із кількома іншими міфологічними фігурами на картині Сандро Боттічеллі «Весна». Рафаель також зобразив їх на картині, яка зараз зберігається в Шантії у Франції. Серед інших художніх зображень вони є  на знаменитих скульптурах Антоніо Канови та Бертеля Торвальдсена. Група з трьох дерев у Державному парку Calaveras Big Trees названа «Три грації» на честь харит.

### Список відомих творів мистецтва із зображеннями, що нагадують трьох харит
- Амброджо Лоренцетті (1348–1350) "Алегорія доброго уряду"
- Козімо Тура (1476–84) деталь "Алегорії квітня"
- Сандро Боттічеллі (1482); деталь "Весни"
- Джуліо ді Антоніо Боназоне
- Жермен Пілон
- Антоніо да Корреджо (1518)
- Рафаель Санціо
- Якопо Понтормо (1535)
- Ганс Бальдунг Грін (1540)
- Джейкоб Метем
- Агостіно Карраччі
- Франческо Бартолоцці
- Жан-Батист ван Лоо (1684–1745) у Шато де Шенонсо
- Пітер Пауль Рубенс
- Поль Сезанн
- Антоніо Канова (1799) "Три грації"
- Жан-Батист Реньо "Les Trois Grâces" (1797–1798)
- Людвіг фон Гофман
- Джеймс Прадьє (1831) "Les Trois Grâces"
- Лора Найт
- Джоел-Пітер Віткін
- Моріс Рафаель Друар